# Chants of Sennaar
『Chants of Sennaar』（チャンツ・オブ・セナール）は、フランスのインディーゲームスタジオRundiscが開発しFocus Entertainmentより2023年9月5日（日本時間では9月6日）に発売されたアドベンチャーゲーム。Steam（Microsoft Windows）、Nintendo Switch、 PlayStation 4、Xbox One向けに配信されている。
バベルの塔やゲームソフトの『Heaven's Vault』と『Captain Blood』に影響を受けて製作されている。プレイヤーの主な目的は、架空言語を解読しながら、舞台となる塔の真相を明らかにすることである。作中では言葉が通じない複数の民族が対立しており、彼らの会話を通訳して民族友好を目指すミニゲームも用意されている。

## 概要
謎の塔で目覚めたプレイヤーは、周囲の人々のジェスチャーや会話、壁に書かれた文字、既に解読した言葉などから未知の言語を解読していく。
プレイヤーはメモに文字（厳密にいえば書記素）の意味を記録することができる。原則として一つの文字には一つの英単語が対応しているが、日本語でのメモも可能。また、一定の条件を達成すればメモにイラストが表示され、見開き一ページの文字とイラストを正しく対応させれば、その時点で解読成功となる。解読に成功した文字は、その後の記述や台詞において意味が併記させるようになる。
プレイヤーが塔の上層に行くほど新しい民族の居住エリアに進むことができるが、そのためには現在いる層の言語を解読してギミックを突破しなければならない。
それぞれの言語は異なる文字を持つだけでなく、文法にも決まったものはない。そのため、語順や複数形の表記法などについても、言語ごとに解読しなければならない。

## あらすじ
主人公は塔の最下層で目覚める。道なりに進んでいくと、扉とスイッチ、そして見たこともない文字が。扉を開け中に進むと、一人の人間が聞いたこともない言葉を発して主人公に指示を出している。主人公は彼のジェスチャーから言葉を解読し、教徒の階層に向かう。
主人公は、教徒（Devotees）、兵士（Warriors）、吟遊民（Bards）、錬金術師（Alchemists）、隠遁者（Anchorites）五種族の言語を解読しながら頂上を目指し、この塔がどういうものなのか、自分自身は何者なのかを理解する。

## 開発
本作は、Julien MoyaとThomas Panuelの2人のチームと3人のフリーランスプログラマーによって開発された。2人は以前、2018年にリリースされたゲーム『Varion』で協力している。2020年3月から本作の開発に着手した。
開発当初はステルスと潜入のゲームプレイに重点を置いていたが、Moyaは考古学ゲーム『Heaven's Vault』を経験した後、言語ベースのゲームプレイに興味を持つようになった。また、1980年代のフランスのゲーム『Captain Blood』の絵文字からもインスピレーションを得ている。ゲーム以外では、フランスのトゥールーズ中心部にある教会のほか、フランスの芸術家、ローマ建築、非伝統的な物語も着想のもとになっている。
開発開始から1年半後、開発チームはマーケティングサポートを得ることを期待してGamescomコンベンションにデモを持ち込み、パブリッシャーであるFocus Interactiveと会った。 Focusの幹部は本作のデモに非常に感銘を受け、残りの開発に資金を提供することを申し出た。この支援により、開発チームはフリーのサウンドデザイナーと作曲家を雇用することができ、その後の2年間をかけてゲームにできる限りの機能を追加した。

## 受賞歴
| 年   | 賞                                         | 部門                                   | 結果       | 出典          |
| ---- | ------------------------------------------ | -------------------------------------- | ---------- | ------------- |
| 2023 | ゴールデンジョイスティックアワード         | Xbox Game of the Year                  | ノミネート | [ 4 ]         |
| 2023 | The Game Awards                            | Games for Impact                       | ノミネート | [ 5 ]         |
| 2024 | Steamアワード                              | Best Soundtrack                        | ノミネート | [ 6 ]         |
| 2024 | New York Game Awards                       | Off Broadway Award for Best Indie Game | 受賞       | [ 7 ] [ 8 ]   |
| 2024 | New York Game Awards                       | Statue of Liberty Award for Best World | ノミネート | [ 7 ] [ 8 ]   |
| 2024 | インディペンデント・ゲーム・フェスティバル | Seumas McNally Grand Prize             | 特別賞     | [ 9 ] [ 10 ]  |
| 2024 | インディペンデント・ゲーム・フェスティバル | Excellence in Visual Art               | 特別賞     | [ 9 ] [ 10 ]  |
| 2024 | インディペンデント・ゲーム・フェスティバル | Excellence in Design                   | ノミネート | [ 9 ] [ 10 ]  |
| 2024 | 20th British Academy Games Awards          | Game Beyond Entertainment              | 未決定     | [ 11 ] [ 12 ] |
| 2024 | 20th British Academy Games Awards          | New Intellectual Property              | 未決定     | [ 11 ] [ 12 ] |
| 2024 | ネビュラ賞                                 | ゲームライティング部門                 | 未決定     | [ 13 ]        |
| 2024 | ヒューゴー賞                               | Best Game or Interactive Work          | 未決定     | [ 14 ]        |